# داريو سيدينو
داريو سيدينو هو لاعب كرة قدم إكوادوري في مركز الدفاع، ولد في 20 أغسطس 1991 في تشوني في الإكوادور. لعب مع نادي برشلونة.